# Сологуб, Николай Андреевич
Николай Андреевич Сологуб (21 декабря 1915, дер. Михайловка, Томская губерния — 27 августа 1992, Киев) — командир танка 134-го танкового полка 30-й кавалерийской дивизии 4-го гвардейского кавалерийского корпуса 1-го Белорусского фронта, лейтенант. Герой Советского Союза.

## Биография
Родился 21 декабря 1915 года в деревне Михайловка (ныне 3двинского района Новосибирской области). Член ВКП(б)/КПСС с 1942 года. Окончил среднюю школу, Куйбышевское педагогическое училище. Работал учителем Городищенской школы Здвинского района, директором Здвинской школы.
В 1939 году призван в ряды Красной Армии. В боях Великой Отечественной войны с июня 1941 года. Воевал на 1-м Белорусском фронте.
2 июля 1944 года командир танка 134-го танкового полка лейтенант Н. А. Сологуб первым ворвался в город Столбцы Минской области и в течение четырёх часов вёл бой за железнодорожный мост через реку Неман, подбил бронепоезд и уничтожил до десяти пулемётных точек противника. 17 июля 1944 года у села Видомля наши войска попали в ловушку, оказавшись между двумя гарнизонами противника. В танковом полку, где воевал Н. А. Сологуб, осталось всего три танка. Заняли оборону на окраине села. Вскоре показалась колонна немецких грузовых автомашин. Наши танкисты действовали быстро, решительно и сумели захватить тринадцать грузовиков и двенадцать солдат противника. После этого немцы пять раз пытались отбить село при поддержке пятнадцати танков. Они ворвались в боевые порядки эскадрона. Нужно было помогать. Под командованием Н. А. Сологуба три танка должны были ударить во фланг и тыл противника. Выходили из леса, и две машины засели днищами на пнях. Н. А. Сологубу пришлось двигаться вперёд в одиночку. Выбравшись из леса на шоссе Каменец — Брест, экипаж увидел два немецких танка и бронетранспортёр, которые били по селу. Действовать нужно было быстро и решительно. Первые три снаряда подожгли оба тяжёлых немецких танка, затем бронетранспортёр. Но тут вражеские снаряды попали в машину Н. А. Сологуба. Танк уже не мог двигаться, но продолжал стрелять. Ещё один немецкий танк был подбит, потом ещё один. Противник стал отступать. Большая заслуга в этом была Н. А. Сологуба и его экипажа, уничтоживших в бою более сотни фашистов и четыре тяжёлых танка.
Указом Президиума Верховного Совета СССР от 26 сентября 1944 года за образцовое выполнение боевых заданий командования и проявленные при этом мужество и героизм лейтенанту Николаю Андреевичу Сологубу присвоено звание Героя Советского Союза с вручением ордена Ленина и медали «Золотая Звезда».
С 1946 года майор Н. А. Сологуб — в запасе. Работал в Министерстве госконтроля УССР, с 1953 по 1974 год — директором средней школы. В 1956 году окончил Высшую партийную школу при ЦК КПСС. Жил в Киеве. Скончался 27 августа 1992 года. Похоронен в Киеве на Лесном кладбище.
Награждён орденом Ленина, орденами Красного Знамени, Отечественной войны 1-й степени, медалями.